# Skala Delisle’a
Skala Delisle’a – skala termometryczna opracowana w 1732 roku przez francuskiego astronoma Josepha-Nicolasa Delisle’a. Termometr, jaki stworzył Delisle, był termometrem rtęciowym. Za temperaturę 0 °D ustalił punkty wrzenia wody (100 °C), zaś temperatura zamarzania wody wynosi 150 °D. Skala ta była używana głównie w Rosji w XVIII wieku.
Przeliczanie:
{\displaystyle T_{Delisle}={\frac {3}{2}}\cdot (100-T_{Celsius})}
{\displaystyle T_{Celsius}=100-{\frac {2}{3}}\cdot T_{Delisle}}
Oznacza to w szczególności, że temperatury wyższe niż temperatura wrzenia wody są w skali Delisle’a ujemne, natomiast poniżej tego punktu im niższa temperatura, tym wyższa wartość liczbowa na tej skali.